# Koreanischer U-Boot-Zwischenfall (1996)
Der militärische Zwischenfall mit einem U-Boot der Demokratischen Volksrepublik Korea im September 1996 belastete die Beziehungen der beiden koreanischen Staaten und beschäftigte den UN-Sicherheitsrat.

## Zwischenfall
Am frühen Morgen des 18. September 1996 wurde bei Gangneung an der Ostküste Südkoreas ein auf Felsen aufgelaufenes U-Boot der Marine Nordkoreas entdeckt und das südkoreanische Militär alarmiert. Es handelte sich um ein U-Boot der Sang-o-Klasse.
Bei der Durchsuchung des Geländes nahm das Militär den nordkoreanischen Oberleutnant Lee Kwang Soo fest. Kurze Zeit später fand man in einigen Kilometern Entfernung elf tote Nordkoreaner, die von eigenen Leuten mit einem Sturmgewehr erschossen worden waren. Das südkoreanische Militär suchte die übrigen 14 Besatzungsmitglieder. Es wurden bis zum 5. November 13 weitere aufgefunden und bei Schusswechseln mit südkoreanischen Sicherheitskräften erschossen. Dabei kamen 12 südkoreanische Soldaten und 4 Zivilisten ums Leben, weitere 27 Südkoreaner wurden verletzt. Das Schicksal des 14. Nordkoreaners ist unbekannt.

## Reaktionen und Folgen
Nach Darstellung der nordkoreanischen Regierung war das Schiff aufgrund eines Maschinenschadens havariert. Man verlangte die Übergabe des Boots und der Leichen. Nach Aussagen des Oberleutnants sollte das Unterseeboot, das mit 23 Mann besetzt war, drei Agenten an der südkoreanischen Küste absetzen und nach einer zweitägigen Spionagemission wieder aufnehmen, war jedoch beim zweiten Aufnahmeversuch der drei Agenten auf Grund gelaufen.
Der Vorfall wurde vom UN-Sicherheitsrat am 15. Oktober 1996 auf seiner 3704. Sitzung behandelt. Er drückte seine Besorgnis aus. Südkorea und die USA stoppten ihre Nahrungsmittellieferungen an Nordkorea. Ende 1996 entschuldigte sich die Regierung in Pjöngjang schließlich.

## U-Boot

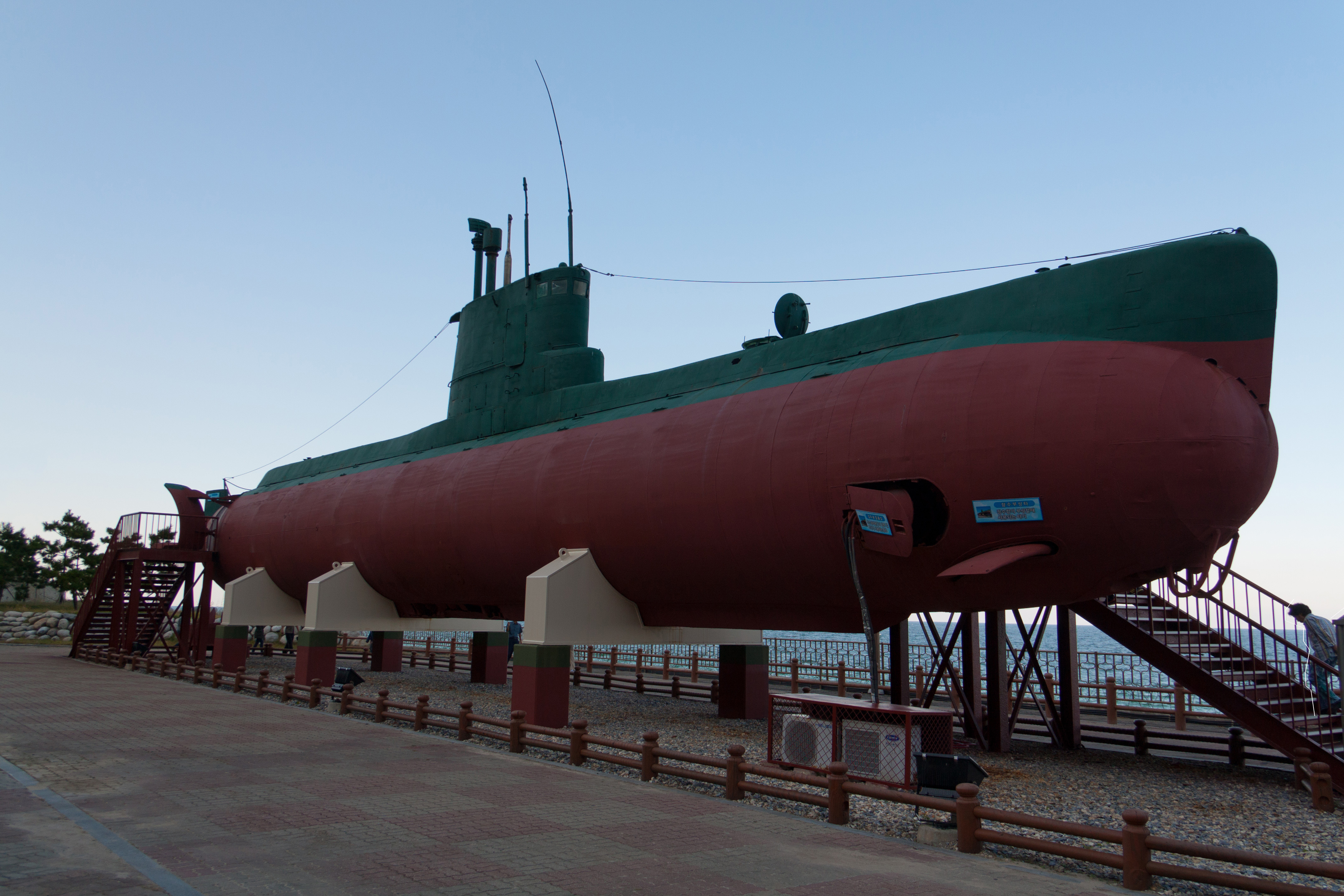
Sang-o-U-Boot im Tongil-Park, 2012

Das U-Boot konnte lange im Tongil-Park (Wiedervereinigungspark) bei Gangneung an der südkoreanischen Pazifikküste besichtigt werden, wurde aber 2023 entfernt.